# Catedral del Sagrado Corazón de Argel
La Catedral del Sagrado Corazón de Argel (en francés: Cathédrale du Sacré-Cœur d'Alger) es una catedral en Argel, Argelia. Terminada en 1956, se convirtió en la nueva catedral de Argel después de que la Catedral de San Felipe de Argel fue reconvertida en la mezquita musulmana de Ketchaoua. Se trata de la iglesia catedral de la archidiócesis de Argel.
La construcción de la iglesia comenzó por la petición del obispo Leynaud en 1944. Fue elevada a catedral de la arquidiócesis de Argel en diciembre de 1962 y consagrada en 1963. Los diseñadores del edificio, Paul Herbe y Jean Le Couteur, en colaboración con el ingeniero René Sarger, se inspiraron en el Evangelio de Juan.